# フモニシンB1エステラーゼ
フモニシンB1エステラーゼ(Fumonisin B1 esterase、EC 3.1.1.87)は、以下の化学反応を触媒する酵素である。
フモニシンB1 + 2H2O{\displaystyle \rightleftharpoons }アミノペントール + 2 プロパン-1,2,3-トリカルボン酸
従って、基質はフモニシンB1と水の2つ、生成物はアミノペントールとプロパン-1,2,3-トリカルボン酸の2つである。
この酵素は加水分解酵素に分類され、特にエステル結合に作用する。系統名は、フモニシンB1 アシルヒドロラーゼ(fumonisin B1 acylhydrolase)である。フモニシンB1の分解に関与している。